# Понте-Ницца
Понте-Ницца (итал. Ponte Nizza) — коммуна в Италии, находится в регионе Ломбардия, в провинции Павия.
Население составляет 858 человек (2008), плотность населения составляет 37 чел./км². Занимает площадь 23 км². Почтовый индекс — 27050. Телефонный код — 0383.
Покровителем коммуны почитается блаженный Августин, празднование в последнее воскресенье августа.

## Демография
Динамика населения:

## Администрация коммуны
- Официальный сайт: